# Легат Марије Рабреновић
Легат Марије Рабреновић је репрезентативна збирка културних и материјалних добара које је дародавац завјештао Музеју Семберије у Бијељини.

## О дародавцу
Поријеклом из Попова код Бијељине, радила је скоро 37 година као технички цртач, геометар и конструктор алата у Бијељини, Сарајеву, Београду, Бања Луци и Сомбору. Уз ово необично занимање почиње интензивно да се бави и својом великом љубави - сликањем. Више од тридесет и пет година водила је јединствен атеље за израду шема за ручне радове (гоблен-слике, таписерије и тепихе), репродукујући дјела свјетских умјетника, као и властите креације. Са 220 шема које су објављиване у Политикином часопису „БАЗАР“ постаје позната широм бивше Југославије и ван ње, што је сврстава непосредно иза чувеног Вилера и његових гоблена. У Паризу - Салон Де Бриколаз и Келну специјализовала је сликање на свили и текстилу као и другим подлогама са 18 сликарских техника. Сликала је текстил-свилу за фирму „ХОНДА“ из Јапана и по својим радовима постала позната у Јапану, Њемачкој, Италији и Аустралији. Поред 43 самосталне изложбе у земљи и иностранству учествовала је на 80 групних изложби, 13 ликовних колонија, 3 републичке и 25 жирираних изложби, као и Октобарском салону у Ковину и Бијеналу у Бијељини. Осим многобројних награда у домену ликовног стваралаштва, за узгајање цвијећа и озелењавање простора такође је награђивана у земљи, али и Бугарској, Аустрији и Италији. Године 1995., окупивши пријатеље и умјетнике у свом дому у Тивту, ствара интернационалну ликовну колонију - „Ланац пријатељства“ чији је циљ био повезивање људи, народа и простора. Колонија је одржана 13 пута уз учешће око 600 сликара из земље и иностранства а пратиле су је четрдесет и двије изложбе у региону. Умрла је 2022. године у Новом Саду.

## О легату
Иако је скоро цијели радни вијек провела изван родног краја, везе са Семберијом остале су чврсте и непрекинуте. Учествујући на Седмом бијељинском бијеналу 2006. године ’враћа се’ у зграду Конака, односно Музеја Семберије у којој је прије скоро пуних шест деценије имала своје прво радно ангажовање као службеник среске управе. Двије године касније, 2008. године, у истом простору је одржана велика ретроспективна изложба слика и других умјетничких радова Марије Рабреновић када Музеју Семберије у Бијељини поклања 20 вриједних слика и више десетина стаклених витража, накита и других предмета и тако се уписује у листу бијељинских легатора.

## Информације за посјетиоце
Легат Марије Рабреновић је смјештен у Музеју Семберије и отворен је за посјетиоце у вријеме рада музеја.
Посјете музеју су омогућене сваког радног дана од 7.00 до 16.00 часова, осим сриједом када музеј ради до 20.00 часова, а суботом од 10.00 до 14.00 часова. Недјељом је музеј затворен. Улаз је бесплатан за све посјетиоце.
На спрату Музеја су двије велике просторије и припадајућем ходнику посвијећено етнолошком одјељењу и легатима са умјетничким колекцијама и историјским артефактима.